# Association départementale Isère Drac Romanche

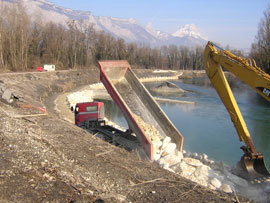
Chantier de confortement de la digue dans la boucle de Grangeage à Meylan (Isère)

L'Association départementale Isère Drac Romanche est un établissement public à caractère administratif créé en 1936 par le Conseil d'État et dissout le 31 décembre 2018. Il a pour vocation l’entretien du système de protection contre le risque d’inondation dans les plaines de l’Isère, du Drac et de la Romanche. Sa mission se décline par des interventions visant à préserver l’intégrité des digues et des ouvrages associés. Il réalise les études et les travaux nécessaires à leur conservation. Face aux crues et aux enjeux présents en arrière des digues, il garantit l’efficacité du système de protection grâce à une surveillance continue.
L'association est responsable de l'entretien du système de protection des 3 rivières principales mais les communes et les riverains sont responsables des autres rivières tandis que l’État est entièrement responsable de l'entretien du lit des cours d'eau principaux.
À partir du 1er janvier 2019, c'est le Symbhi qui reprend ses missions à la suite de sa dissolution.

## Responsabilités

### Surveiller les digues

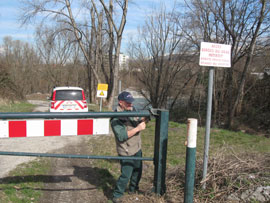
Tournée d'inspection sur la digue du Drac au Pont-de-Claix (Isère)

Une digue est un milieu foisonnant de vie. Située les pieds dans l’eau, elle constitue un biotope remarquable pour de nombreuses espèces végétales et animales. Elle est également un lieu de détente pour les promeneurs, les cyclistes, les pêcheurs. La digue est aussi un ouvrage vivant sa propre vie. Soumise à l’action de l’eau de la rivière sur le remblai qui la constitue, elle recule, se tasse, glisse, évolue sans cesse… Sa stabilité varie dans le temps. Aussi, la mission de surveillance des agents techniques est essentielle. Lors de tournées d’inspection hebdomadaires, ils repèrent les désordres physiques survenus sur les talus et leurs abords.

### Diagnostic et intervention
En cas de désordre dans le corps de digue, l'organisation de l’AD permet d’agir sur les désordres quotidiens (érosion interne, dégradation des talus, arbres dessouchés, portails vandalisés). Via la réalisation d’études hydrauliques et géotechniques, l’AD Isère Drac Romanche établit des diagnostics approfondis. Elle bénéficie de moyens humains, matériels et logiciels lui permettant de disposer d’une expertise sur les ouvrages de protection et d’un savoir renouvelé en permanence. Elle assure la conservation de la mémoire de l’histoire des digues et en sauvegarde l’intégrité.

### Entretien des ouvrages

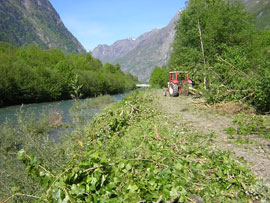
Coupe d'arbres et élagage sur une digue de la Romanche (dans le cadre d'un plan de gestion de la végétation).

Les berges font l’objet d’un entretien programmé consistant pour une bonne part à maîtriser le développement de la végétation. À cette fin, l’AD Isère Drac Romanche met en œuvre un plan de gestion destiné à rajeunir les peuplements forestiers et à limiter l’expansion des espèces invasives. Les talus sont fauchés régulièrement pour faciliter la surveillance. Autres missions courantes : la réfection des pistes en crête de digue, la signalisation, le contrôle des accès, le traitement des glissements de terrain et des affaissements localisés.

## Travaux de confortement
L’AD Isère Drac Romanche réalise d’importants travaux de confortement. Pour cela, elle met en œuvre des techniques propres au génie civil (remblai, injection, enrochement, gabion, reprise sous fluviale) et au génie biologique (remblai renforcé, renaturation de talus). Dans le cadre des schémas d'aménagement « Isère amont » et « Romanche », cette mission incombe désormais au « Symbhi », le Syndicat Mixte des Bassins Hydrauliques de l’Isère. Au fur et à mesure de la réalisation de nouveaux ouvrages, l’AD Isère Drac Romanche prendra en charge leur gestion. Ailleurs, comme sur les secteurs de l’Isère aval, du Drac ou de l’Eau d'Olle, l’AD continuera à mener les études et les travaux en cas de nécessité.
Rétrospective des grands chantiers réalisés par l’AD Isère Drac Romanche
- 2004-2005 : la courbe de Charlet à Gières[5]
- 2004-2005 : la courbe de Grangeage à Meylan[6]
- 2005 : le quai Charpenay à La Tronche[7]
- 2006 : la boucle de Gières[8]
- 2007 : la digue de la Croix du Plan à Bourg d'Oisans[9]
- 2008 : l’épi séparateur Romanche - Eau d’Olle[10]
- 2009 : une berge à ossature métallique[11]
- 2009 : la digue du Drac sécurisée[12]
- 2010 : la digue de l'Isère à Lumbin[13]

## Membres de l’AD
L’AD Isère Drac Romanche regroupe en son sein les délégués du Conseil général de l’Isère, ainsi que ceux des 68 communes et 14 associations syndicales de propriétaires comprises dans le périmètre protégé.

### Les 68 communes
- L'Albenc
- Allemond
- Auris
- Barraux
- Bernin
- Le Bourg-d'Oisans
- La Buisse
- La Buissière
- Le Champ-près-Froges
- Champ-sur-Drac
- Champagnier
- Chapareillan
- Le Cheylas
- Crolles
- Domène
- Échirolles
- Eybens
- Fontaine
- Fontanil-Cornillon
- Froges
- La Garde
- Gières
- Goncelin
- Grenoble
- Jarrie
- Livet-et-Gavet
- Lumbin
- Meylan
- Moirans
- Montchaboud
- Montbonnot-Saint-Martin
- Murianette
- Notre-Dame-de-Mésage
- Noyarey
- Oulles
- Oz
- La Pierre
- Poisat
- Poliénas
- Le Pont-de-Claix
- Pontcharra
- La Rivière
- Sassenage
- Seyssinet-Pariset
- Seyssins
- Saint-Barthélemy-de-Séchilienne
- Saint-Vincent-de-Mercuze
- Saint-Égrève
- Saint-Gervais
- Saint-Ismier
- Saint-Jean-de-Moirans
- Saint-Martin-d'Hères
- Saint-Martin-le-Vinoux
- Saint-Nazaire-les-Eymes
- Saint-Pierre-de-Mésage
- Saint-Quentin-sur-Isère
- Sainte-Marie-d'Alloix
- Tencin
- La Terrasse
- Le Touvet
- La Tronche
- Tullins
- Le Versoud
- Veurey-Voroize
- Villard-Bonnot
- Vizille
- Voreppe
- Vourey

### Les 14 associations syndicales
Les 14 Associations Syndicats sont les suivantes :
- du Bas Grésivaudan[14],
- de Bresson à Saint- Ismier[15],
- de Comboire à l’Echaillon[16],
- de l’Echaillon à Saint-Gervais[17],
- de Lancey à Gières[18],
- de Pique-Pierre à Roize[19],
- de Saint-Ismier à Grenoble[20],
- de Supérieure Rive Droite[21],
- de Supérieure Rive Gauche[22],
- de Tencin à Lancey[23],
- de Voreppe à Moirans[24],
- Romanche aval[25],
- Drac Isère[26],
- Syndicat Unique de l'Oisans[27].

## Bases juridiques
Ministère de l’intérieur, de la sécurité intérieure et des libertés localesOrdonnance N° 2004-632 du 1er juillet 2004 relative aux associations syndicales de propriétaires. Articles 54 à 57 : dispositions relatives à l’AD Isère Drac Romanche.
Ministère de l’intérieur et de l’aménagement du territoireDécret N° 2006-504 du 3 mai 2006 portant application de l’ordonnance N° 2004-632 du 1er juillet 2004 relative aux associations syndicales de propriétaires. Articles 87 à 102 : dispositions relatives à l’AD Isère Drac Romanche.
AD Isère Drac RomancheDispositions statutaires approuvées par l’assemblée générale du 9 novembre 2006, en application de l’ordonnance N°2004-632 du 1er juillet 2004 et du décret d’application n° 2006-504 pris par le Conseil d’État le 3 mai 2006.
Préfecture de l’Isère
- Arrêtés N°2009-2288 et 2009-2289 du 3 avril 2009 relatif à la remise en gestion des ouvrages de l’État à l’AD.

- Arrêté N° 2007-01202 du 6 février 2007 portant approbation des statuts de l’AD Isère Drac Romanche.
- Arrêté N° 2007-04504 du 24 mai 2007 fixant la liste des ouvrages de protection contre les inondations de l’Isère, du Drac et de la Romanche, à remettre en gestion à l’AD Isère Drac Romanche.
- Courrier du Préfet de l’Isère en date du 10 octobre 2007, portant sur la lecture de l’article 54 III de l’ordonnance n° 2004-632 du 1er juillet 2004 relative aux associations syndicales de propriétaires.
- Arrêté N° 2007-08652 du 31 décembre 2007, complémentaire à l’arrêté N° 2007-04504 du 24 mai 2007 fixant la liste des ouvrages de protection contre les inondations à remettre à l’AD Isère Drac Romanche.

- Arrêté N°2006-09797 du 13 novembre 2006 relatif aux membres et au périmètre de l’AD.

## Redevance
« Les revenus d’une AS proviennent essentiellement de la redevance syndicale. D’autres ressources peuvent provenir de dons, de legs, de produits d’emprunts ou de subventions. Chaque propriétaire inclus dans le périmètre d’une AS a l’obligation de contribuer à ses dépenses en versant une redevance syndicale annuelle. Elle est calculée de façon à traduire au mieux un principe de participation proportionnelle. Elle est le produit de 2 facteurs : la valeur du bien à protéger et l’importance du danger encouru ».